# Sondage en ligne
Un sondage en ligne ou sondage par Internet, en anglais Computer-Assisted Web Interviewing (aussi nommé Computer-Aided Web Interview ou CAWI) désigne un système de sondage auto-administré en ligne : l'interviewé répond à un questionnaire sur un site web. Cette technologie a été développée dans les années 1990 pour des entités politiques et/ou commerciales.
Des moyens numériques permettent d'y inclure du texte, des graphiques, éventuellement interactifs, des images, de l'audio, des vidéos, des liens vers différentes pages web, etc. La plateforme de sondage en ligne peut être « intelligente » (i.e. évoluer au fur et à mesure des réponses fournies préalablement ou des informations déjà connues sur le participant).
Le Computer-Assisted Web Interviewing est moins coûteux que le sondage téléphonique assisté par ordinateur parce qu'il ne requiert pas l'utilisation d'une personne pour administrer le questionnaire.  Avec l'utilisation croissante d'Internet, les sondages en ligne sont devenus un moyen populaire de collecte d'informations.
Ce type de sondage (ici en outre associé à une IP) pose des questions particulières de protection des données personnelles volontairement ou involontairement données par le sondé, éventuellement mineur ou handicapé mental (données personnelles relevant dans tous les cas en Europe du règlement européen RGPD).

## Histoire
Les sondages et enquêtes (quantitatives et/ou qualitatives) en ligne ont été rendus possibles dans les années 1990, à peu de frais, par l'apparition et la démocratisation de l'Internet. Ils prolongent l'habitude prise de faire des sondages, mais en permettant qu'ils soient auto-administrés sur internet, et en se passant de "sondeurs" humains.
Plusieurs raisons ont favorisé l'utilisation de questionnaires en ligne. 
Quelques-uns des avantages et des inconvénients de cette méthode ont été résumés ci-après, :

### Avantages
- Une plus grande flexibilité dans l'affichage des questions, qui peuvent être affichées avec[1] : 
  - des cases à cocher
  - des menus déroulants
  - des menus pop-up
  - des écrans d'aide
  - des sous-menus
- Une réception plus rapide des réponses des participants[3]
- Une réduction des coûts, car il n'y a pas de coûts associés au papier, à l'impression, aux timbres ou aux centres d'appel pour conduire des sondages téléphonique[4]
- Une réduction du temps d'analyse des résultats qui sont automatiquement entrés dans une base de données centralisée[5]
- Une grande facilité pour corriger les erreurs dans un questionnaire, puisque l'administrateur n'a pas à réimprimer les questionnaires[1]

### Inconvénients
- Une réduction de la taille de la population qui peut être sondée étant donné que tout le monde n'a pas accès à Internet[1] et que certaines personnes sont réticentes à répondre à des sondages en ligne[6]
- Un biais dans les réponses; par exemple, les jeunes sont plus nombreux que les personnes âgées à répondre aux sondages en lignes[7]

## Conception du questionnaire
Tout questionnaire en ligne doit être soigneusement conçu avant d'être lancé. Plusieurs paradigmes importants sont à considérer lors de leur conception et test.

### Collecte des données
- L'objectif de l'étude doit être revu et clair, pour déterminer les informations à recueillir[8].
- L'ordre et la formulation des questions ne doivent pas influencer les réponses[9].

### Format du questionnaire en ligne
- Le questionnaire devrait commencer par une courte introduction informant le sujet de l'objectif du sondage[9].
- Le format des questions doit être le plus approprié pour en faciliter la compréhension[1].
- La mise en page du questionnaire devrait utiliser des branchements intelligents pour réduire la complexité. Par exemple, si un sujet répond oui à une question, le questionnaire devrait automatiquement présenter la prochaine question pertinente à ce choix et cacher les questions applicables à la réponse non[4].
- Une bref remerciement est généralement inclus en fin de questionnaire[4].

### Longueur du questionnaire
- Il ne dépasse généralement pas 5 minutes[9] (répondre à 4 questions à choix multiples prend 1 minute)[9].
- Une question ouverte demandant une courte réponse équivaut à 3 questions à choix multiples[9].

### Prototypage
- Le questionnaire devrait être testé sur un nombre suffisant de personnes avant sa mise en ligne. Les commentaires des participants au prototypage doivent être étudiés avec soin et le questionnaire ajusté en conséquence[1].

### Format des questions
Un bon format améliore la qualité des réponses. Cette section présente quelques-uns des formats disponibles au concepteur du questionnaire.

#### Les boutons radio
Le répondant doit cliquer sur la réponse désirée. Un point apparaît alors dans le cercle à gauche de la réponse choisie. Une seule réponse peut être choisie. Ce format est recommandé lorsque les réponses sont mutuellement exclusives.
Une réponse par défaut ne doit pas être fournie, car pouvant influencer le choix du répondant et car considérée comme réponse valide quand le répondant choisit de ne pas répondre à la question.
Certains logiciels impliquent de cliquer précisément dans le cercle (ou la case) à gauche de la réponse. L'utilisation de ce format demande une certaine dextérité de la part de l'utilisateur. Un utilisateur n'ayant pas cette dextérité pourra perdre patience et abandonner le sondage.

#### Les cases à cocher
Le répondant doit cliquer sur la ou les réponses souhaitées. Un crochet apparaît dans la boîte à gauche des réponses choisies. Plus d'une réponse peut être sélectionnée. Il faut indiquer clairement dans les instructions que plus d'une réponse peuvent être activées pour ce format.
Si aucune de ces réponses est une des réponses possibles pour une question, cette option doit être offerte avec un bouton radio pour que l'utilisateur ne coche pas cette réponse et une ou plusieurs autres réponses.

## Aspects déontologiques et juridiques
Sonder en ligne implique d'avoir à gérer et protéger des données personnelles.   
Dans l’Union européenne, depuis son entrée en vigueur en mai 2018 le Règlement général sur la protection des données personnelles (RGPD) impose de mettre en concordance les outils et pratiques d’enquêtes et sondages en ligne avec ce nouveau cadre législatif (mis en place en France avec la CNIL).
L'anonymisation des données requiert les compétences et les conditions adéquates, qui sont exigeantes. Et un consentement devrait être donné par le sondé, par un acte positif clair par lequel « il manifeste de façon libre, spécifique, éclairée et univoque son accord au traitement des données à caractère personnel la concernant, par exemple au moyen d'une déclaration écrite, y compris par voie électronique, ou d'une déclaration orale ».

### Liste des solutions de sondage en ligne
- Eval&GO
- Drag'n Survey
- SurveyMonkey
- Survio
- LimeSurvey
- mSurvey